# Bieganów (Sainte-Croix)
Pour les articles homonymes, voir Bieganów.
Bieganów est une localité polonaise de la gmina de Radków, située dans le powiat de Włoszczowa en voïvodie de Sainte-Croix.